# 巴耶济德广场

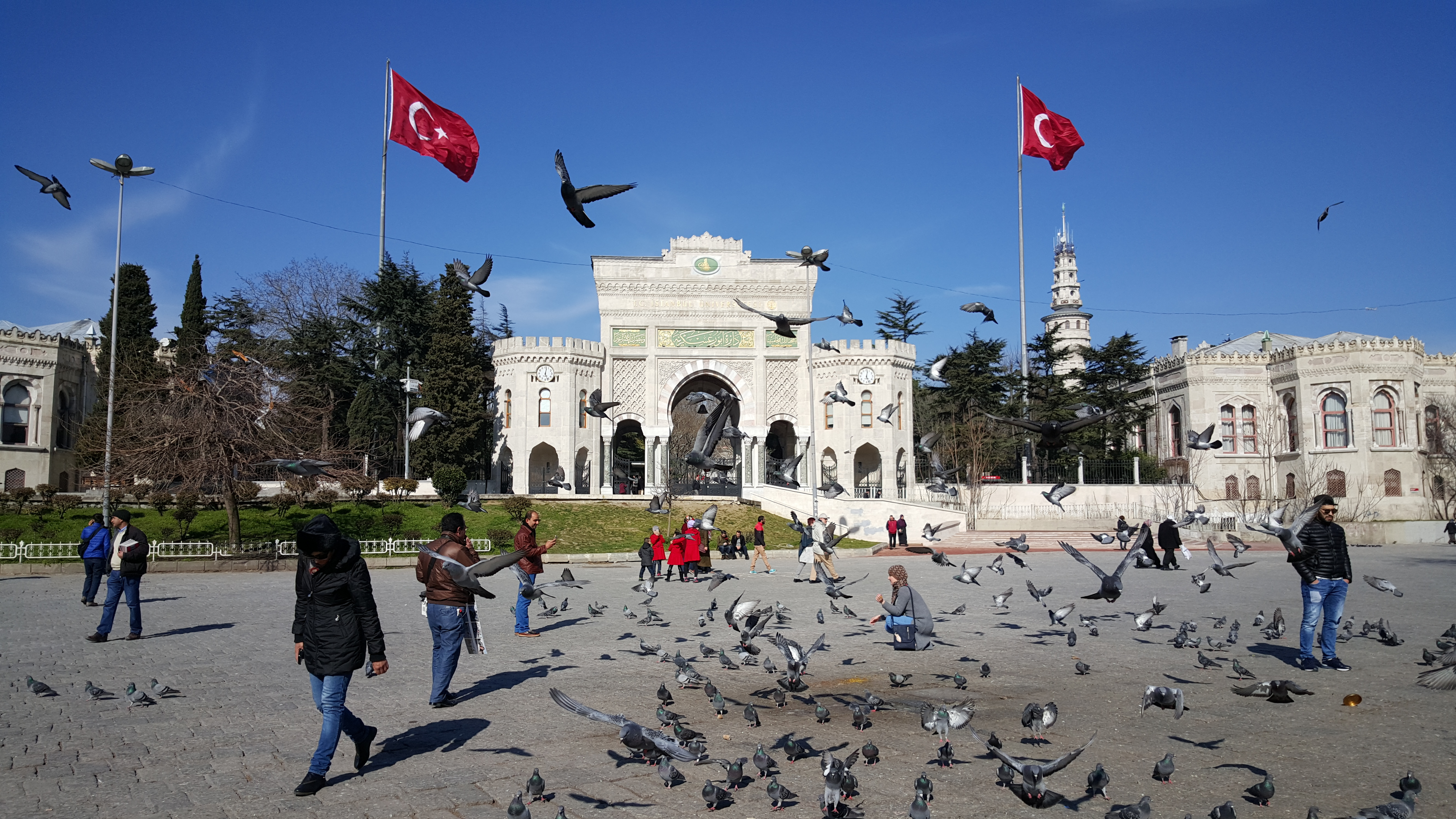
伊斯坦布尔大学在巴耶济德广场的正门。巴耶济德塔位于校园内，在背景中可见。

巴耶济德广场 (土耳其語：Beyazıt Meydanı) 位于土耳其伊斯坦布尔法蒂赫区，奥尔杜街（Ordu Caddesi）以北。它的正式名称为“自由广场”（Hürriyet Meydanı），但通常称为巴耶济德广场，以广场一侧的奥斯曼帝国早期建筑巴耶济德二世清真寺命名。广场位于君士坦丁大帝所建的狄奥多西广场的旧址上。它现在的形态是由图尔古特（Turgut Cansever）设计的。
清真寺的对面是一个伊斯兰学校，它是其建筑群的一部分。过去这里是书法博物馆。它在关闭多年后，在2022年得到了修复。
伊斯坦布尔大学的正门位于广场的一侧，其建筑由法国建筑师玛丽-奥古斯特·安托万·布尔乔亚（Marie-Auguste Antoine Bourgeois）设计。可以通过一座宏伟的新文艺复兴拱门进入。巴耶济德塔曾经是一座消防塔，在大学校园内，从广场上可以看到。
在大学入口和清真寺之间是巴耶济德国家图书馆，成立于1884年，2006年由塔班廖奥卢建筑师事务所（Tabanlıoğlu）进行了全面翻新和现代化改造。在翻修过程中，在地下发现了一座东罗马教堂的遗迹。在改建为图书馆之前，这座建筑曾被用作慈善厨房和商队驿站。 
该广场一直是政治抗议的场所，其中包括1969年的“血腥星期天”，以及1978年的恐怖袭击（“巴耶济德屠杀”）。1915年，20名亚美尼亚激进分子在广场上被绞死。
巴耶济广场可通过T1路有轨电车到达，停靠在毗邻的大巴扎。
2022年，巴耶济德广场全面改建。 